# Équipe d'Espagne masculine de basket-ball à trois
Cet article traite de l'équipe masculine de basket-ball à trois. Pour l'équipe féminine de basket-ball à trois, voir Équipe d'Espagne féminine de basket-ball à trois.
Maillots
L'équipe d'Espagne masculine de basket-ball à trois est l'équipe de Basket-ball à trois représentant l'Espagne dans les compétitions internationales masculine, elle est organisée et gérée par la Fédération espagnole de basket-ball (Federación Española de Baloncesto ou FEB).
L'équipe d'Espagne a remporté la Coupe du monde de basket-ball 3×3 2025 qui s'est déroulé à Oulan-Bator, ils ont aussi remporté une médaillée de bronze aux Jeux méditerranéens en 2022.

## Résultats

### Palmarès
| Compétitions mondiales                                         | Compétitions continentales                                    | Autres compétitions                       |
| -------------------------------------------------------------- | ------------------------------------------------------------- | ----------------------------------------- |
| - Jeux olympiques - Néant - Coupe du monde - Vainqueur en 2025 | - Coupe d'Europe - Néant - Jeux européens - Finaliste en 2015 | - Jeux méditerranéens - Troisième en 2022 |

### Parcours en compétitions internationales

#### Jeux olympiques
| Année | Position      |      | Année | Position |
| 2020  | Non qualifiée | 2028 | -     |          |
| 2024  | Non qualifiée | 2032 | -     |          |

#### Coupe du monde
| Année | Position      |      | Année         | Position     |   | Année | Position |
| 2012  | 13e           | 2019 | Non qualifiée | 2027         | - |       |          |
| 2014  | Non qualifiée | 2022 | Non qualifiée | Pays inconnu | - |       |          |
| 2016  | 4e            | 2023 | Non qualifiée | Pays inconnu | - |       |          |
| 2017  | Non qualifiée | 2025 | Vainqueur     | Pays inconnu | - |       |          |
| 2018  | Non qualifiée | 2026 | -             | Pays inconnu | - |       |          |

#### Coupe d'Europe
| Année | Position |      | Année         | Position     |   | Année | Position |
| 2014  | 7e       | 2021 | Non qualifiée | 2026         | - |       |          |
| 2016  | 6e       | 2022 | Non qualifiée | Pays inconnu | - |       |          |
| 2017  | 8e       | 2023 | Non qualifiée | Pays inconnu | - |       |          |
| 2018  | 6e       | 2024 | 7e            | Pays inconnu | - |       |          |
| 2019  | 4e       | 2025 | -             | Pays inconnu | - |       |          |